# Ménestrel von Reims
Der Ménestrel von Reims war ein anonymer Spielmann (franz.: Ménestrel) im Frankreich des 13. Jahrhunderts. Über seine Person ist so gut wie nichts bekannt, außer dass er ein fahrender Sänger und Dichter aus Reims war, der um 1260 eine „Weltgeschichte“ niederschrieb.
Die Erzählung des Menestrel stellt eine Abfolge von satirischen bis schlüpfrigen Anekdoten und kleinen Geschichten dar, deren chronologischer Beginn ungefähr auf das Jahr 1150 datiert und bis in die Regierungszeit König Ludwigs IX. des Heiligen (reg. 1226–1270) hineinreichen. Das Hauptaugenmerk des Ménestrels liegt auf der Geschichte Frankreichs und der Kreuzzüge, die er mit Gleichnissen und Legenden spickte und in der er aktuellen Klatsch und Gerüchte, die ihm zugetragen wurden einfließen ließ. Um sein Publikum zu erreichen, bediente er sich der einfachen Volkssprache, nahm Partei um zu schmeicheln und ließ chronologische Irrtümer zu. Der historische Wahrheitsgehalt der Erzählung ist deshalb gering, ihr vordergründiges Ziel diente zur Belustigung und Belehrung der Zuhörerschaft adliger Gesellschaften auf Burgen, wie auch den Bürgern in den Städten. Allerdings bietet sie einen aufschlussreichen Einblick auf die zeitgenössische Geisteshaltung und das kulturelle Angebot.